# Rogério I da Sicília
Rogério I da Sicília (em francês Roger de Hauteville; em italiano Ruggero d'Altavilla; em latim Rogerius de Altavilla) (ca. 1031 —  Mileto, 22 de junho de 1101), cognominado Bosso ou o Grande Conde, foi um condottiero normando, conquistador e primeiro conde da Sicília de 1071 até à sua morte. Era filho de Tancredo de Altavila e irmão de Roberto Guiscardo da dinastia dos Altavila.
Seu filho tornou-se o primeiro rei da sicília com o nome de Rogério II da Sicília

Brasão de Rogério I da Sicília